# Andrij Husin
Andrij Leonidovyč Husin (ukr. Андрій Леонідович Гусін) (Zoločiv, 11. prosinca 1972. – Kijev 17. rujna 2014.) ukrajinski nogometaš i trener.

## Karijera

### Igračka
Husin je igračku karijeru započeo u Karpatima 1991. godine. Zatim je nastupao za Hazovyk Komarne i Karpati Lavov. Godine 1993. potpisao je ugovor s Dinamom iz Kijeva. Bio je dio Dinamove momčadi koja je igrala u polufinalu Lige prvaka u sezoni 1998. – 1999. Nakon 12 godina u Dinamu 2005. prelazi u Kryliu Sovetov gdje je u 39 utakmica postigao devet golova. Poslije je igrao za Saturn i Himki

### Trenerska
Trenersku karijeru započeo je 2007. godine kao pomoćni trener u Saturnu iz Ramenskoje. U dva navrata bio je pomoćni trener u Anžiu iz Mahačkale, te jednom u Krylju Sovjetov. Trenirao je i drugu momčad Dinama iz Kijeva.

## Smrt
Poginuo je 17. rujna 2014. u motociklističkoj nesreći na autodromu "Galeb" u Kijevu. Sahranjen je 19. rujna. Iza njega su ostali supruga i troje djece.

## Vanjske poveznice
- Profil na službenim stranicama Saturna
- Profil na Ukrajinski nogomet